# آلیسا لاگونیا
آلیسا لاگونیا (انگلیسی: Alyssa Lagonia؛ زادهٔ ۳۰ ژوئن ۱۹۸۹) بازیکن فوتبال اهل کانادا است.
از باشگاه‌هایی که در آن بازی کرده‌است می‌توان به باشگاه فوتبال دونکستر راورز اشاره کرد.
وی همچنین در تیم‌های ملی فوتبال Canada women's national under-20 soccer team و زنان کانادا بازی کرده‌است.